# Liste der Gesamtweltcupsieger im Shorttrack

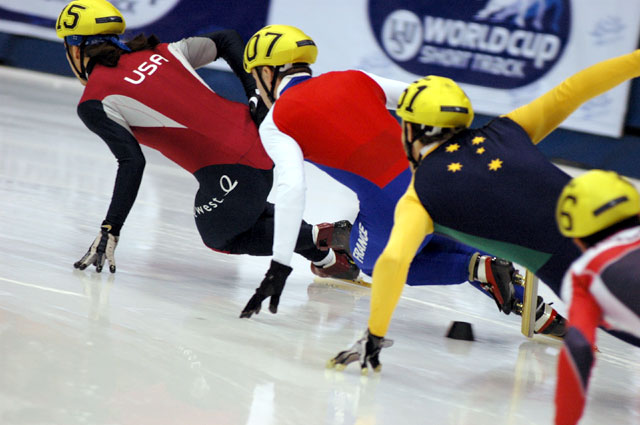
Rennszene eine Shorttrack-Weltcuprennens aus der Saison 2004/05 unter anderem mit dem mehrfachen Gesamtweltcupsieger Apolo Anton Ohno

Die Liste der Gesamtweltcupsieger im Shorttrack verzeichnet alle Sieger sowie die Zweit- und Drittplatzierten der Gesamtwertungen des seit 1998/99 jährlich stattfindenden Shorttrack-Weltcups, aufgeteilt nach Männern und Frauen sowie nach Disziplin. Im Anschluss an einen Überblick über die Gesamtweltcupsieger und eine Auflistung der drei Erstplatzierten in jeder Wertung findet sich eine Aufstellung der insgesamt erfolgreichsten Sportler sowie eine Nationenwertung.
Im Shorttrack-Weltcup werden Rennen über die Distanzen 500 Meter, 1000 Meter und 1500 Meter gelaufen. Für jede dieser Strecken gibt es in jeder Saison eine eigene Gesamtwertung. Dazu kommen Staffelrennen für Männer und Frauen sowie seit der Saison 2018/19 Wettkämpfe in der Mixed-Staffel. Bis einschließlich 2005/06 fand an jedem Weltcupwochenende zusätzlich ein Mehrkampf statt, für den die Ergebnisse der Einzeldistanzen (und eines zusätzlich gelaufenen 3000-Meter-Rennens) zusammengerechnet wurden. Für den Mehrkampf gab es eine eigene Weltcup-Gesamtwertung, deren Sieger hier ebenfalls gelistet werden. Seit dem Winter 2022/23 gibt es einen Gesamtweltcup, der sich aus den addierten Punkten der drei Streckenwertungen ergibt und dessen Sieger von der ISU (International Skating Union) mit der Crystal Globe Trophy geehrt werden. Bis Ende der 2010er-Jahre wurden zudem für jedes Weltcupwochenende aus den Resultaten der besten Einzelteilnehmer jeder Nation sowie aus den Staffelergebnissen eine Teamwertung berechnet, für die es ebenfalls ein Gesamtklassement gab. Die ISU behandelt dieses Team-Gesamtklassement uneinheitlich: Teilweise wird es in den Weltcuparchiven aufgeführt, teilweise nicht. Diese Liste verzichtet auf die Darstellung der Teamwertung.
Die meisten Siege in Weltcup-Gesamtklassements erreichte die Chinesin Wang Meng, die zwischen 2005 und 2014 an der Spitze von insgesamt zwölf Wertungen stand, darunter achtmal an erster Position des 500-Meter-Gesamtweltcups. Ihr folgen Yang Yang (A) mit elf Siegen und Apolo Anton Ohno mit neun Erfolgen. Insgesamt gingen die meisten Gesamtweltcupsiege an Athleten aus Südkorea und China, gefolgt von Kanada. Als erster Deutscher gewann Tyson Heung im Winter 2006/07 den 500-Meter-Weltcup.

## Überblick Gesamtweltcupsieger
Die beiden folgenden Tabellen geben einen Überblick über die Erstplatzierten der Gesamtwertungen im Shorttrack-Weltcup im Mehrkampf (bis 2005/06), über 500, 1000 und 1500 Meter sowie in der Staffel. Als erster Athlet stand Apolo Anton Ohno in der Saison 2000/01 an erster Stelle aller vier Einzelklassements.

### Männer
| Saison  | Mehrkampf (bis 2005/06) Gesamt (seit 2022/23) | Mehrkampf (bis 2005/06) Gesamt (seit 2022/23) | 500 Meter                             | 500 Meter                             | 1000 Meter                            | 1000 Meter                            | 1500 Meter                            | 1500 Meter                            | Staffel                               |
| Saison  | N                                             | Name                                          | N                                     | Name                                  | N                                     | Name                                  | N                                     | Name                                  | Staffel                               |
| ------- | --------------------------------------------- | --------------------------------------------- | ------------------------------------- | ------------------------------------- | ------------------------------------- | ------------------------------------- | ------------------------------------- | ------------------------------------- | ------------------------------------- |
| 1998/99 | China Volksrepublik                           | Li Jiajun                                     | Italien                               | Fabio Carta                           | Korea Sud                             | Kim Dong-sung                         | Korea Sud                             | Kim Dong-sung                         | Italien                               |
| 1999/00 | Korea Sud                                     | Kim Dong-sung                                 | China Volksrepublik                   | Li Jiajun                             | Korea Sud                             | Kim Dong-sung                         | China Volksrepublik                   | Li Jiajun                             | Südkorea                              |
| 2000/01 | Vereinigte Staaten                            | Apolo Anton Ohno                              | Vereinigte Staaten                    | Apolo Anton Ohno                      | Vereinigte Staaten                    | Apolo Anton Ohno                      | Vereinigte Staaten                    | Apolo Anton Ohno                      | Kanada                                |
| 2001/02 | Korea Sud                                     | Kim Dong-sung                                 | China Volksrepublik                   | Li Jiajun                             | Korea Sud                             | Kim Dong-sung                         | Korea Sud                             | Kim Dong-sung                         | Südkorea                              |
| 2002/03 | Vereinigte Staaten                            | Apolo Anton Ohno                              | Kanada                                | Jean-François Monette                 | Vereinigte Staaten                    | Apolo Anton Ohno                      | Italien                               | Fabio Carta                           | Kanada                                |
| 2003/04 | Korea Sud                                     | Ahn Hyun-soo                                  | China Volksrepublik                   | Li Jiajun                             | Korea Sud                             | Ahn Hyun-soo                          | Korea Sud                             | Ahn Hyun-soo                          | Volksrepublik China                   |
| 2004/05 | Vereinigte Staaten                            | Apolo Anton Ohno                              | Kanada                                | Mathieu Turcotte                      | Vereinigte Staaten                    | Apolo Anton Ohno                      | Vereinigte Staaten                    | Apolo Anton Ohno                      | Kanada                                |
| 2005/06 | Korea Sud                                     | Ahn Hyun-soo                                  | Korea Sud                             | Ahn Hyun-soo                          | Korea Sud                             | Lee Ho-suk                            | Korea Sud                             | Ahn Hyun-soo                          | Südkorea                              |
| 2006/07 |                                               |                                               | Deutschland                           | Tyson Heung                           | Korea Sud                             | Lee Ho-suk                            | Korea Sud                             | Kim Hyun-kon                          | Italien                               |
| 2007/08 | Korea Sud                                     | Sung Si-bak                                   | Korea Sud                             | Ahn Hyun-soo                          | Korea Sud                             | Lee Ho-suk                            | Südkorea                              |                                       |                                       |
| 2008/09 | Kanada                                        | François-Louis Tremblay                       | Korea Sud                             | Lee Ho-suk                            | Korea Sud                             | Sung Si-bak                           | Kanada                                |                                       |                                       |
| 2009/10 | Kanada                                        | Charles Hamelin                               | Korea Sud                             | Lee Jung-su                           | Korea Sud                             | Lee Jung-su                           | Südkorea                              |                                       |                                       |
| 2010/11 | Vereinigte Staaten                            | Simon Cho                                     | Frankreich                            | Thibaut Fauconnet                     | Frankreich                            | Maxime Châtaignier                    | Kanada                                |                                       |                                       |
| 2011/12 | Kanada                                        | Olivier Jean                                  | Korea Sud                             | Kwak Yoon-gy                          | Korea Sud                             | Noh Jin-kyu                           | Kanada                                |                                       |                                       |
| 2012/13 | Kanada                                        | Charles Hamelin                               | Korea Sud                             | Kwak Yoon-gy                          | Korea Sud                             | Noh Jin-kyu                           | Südkorea                              |                                       |                                       |
| 2013/14 | Russland                                      | Wiktor Ahn                                    | Kanada                                | Charles Hamelin                       | Kanada                                | Charles Hamelin                       | Vereinigte Staaten                    |                                       |                                       |
| 2014/15 | Russland                                      | Dmitri Migunow                                | Russland                              | Semjon Jelistratow                    | Korea Sud                             | Sin Da-woon                           | Niederlande                           |                                       |                                       |
| 2015/16 | Russland                                      | Dmitri Migunow                                | Russland                              | Semjon Jelistratow                    | Korea Sud                             | Kwak Yoon-gy                          | Kanada                                |                                       |                                       |
| 2016/17 | China Volksrepublik                           | Wu Dajing                                     | Ungarn                                | Shaoang Liu                           | Niederlande                           | Sjinkie Knegt                         | Niederlande                           |                                       |                                       |
| 2017/18 | China Volksrepublik                           | Wu Dajing                                     | Ungarn                                | Shaolin Sándor Liu                    | Korea Sud                             | Hwang Dae-heon                        | Kanada                                |                                       |                                       |
| 2018/19 | Korea Sud                                     | Lim Hyo-jun                                   | Korea Sud                             | Park Ji-won                           | Korea Sud                             | Kim Gun-woo                           | Ungarn                                |                                       |                                       |
| 2019/20 | Ungarn                                        | Shaolin Sándor Liu                            | Korea Sud                             | Park Ji-won                           | Korea Sud                             | Park Ji-won                           | Russland                              |                                       |                                       |
| 2020/21 | wegen der COVID-19-Pandemie entfallen         | wegen der COVID-19-Pandemie entfallen         | wegen der COVID-19-Pandemie entfallen | wegen der COVID-19-Pandemie entfallen | wegen der COVID-19-Pandemie entfallen | wegen der COVID-19-Pandemie entfallen | wegen der COVID-19-Pandemie entfallen | wegen der COVID-19-Pandemie entfallen | wegen der COVID-19-Pandemie entfallen |
| 2021/22 |                                               |                                               | Ungarn                                | Shaolin Sándor Liu                    | Kanada                                | Pascal Dion                           | China Volksrepublik                   | Ren Ziwei                             | Kanada                                |
| 2022/23 | Korea Sud                                     | Park Ji-won                                   | Kasachstan                            | Denis Nikischa                        | Korea Sud                             | Park Ji-won                           | Korea Sud                             | Park Ji-won                           | Kanada                                |
| 2023/24 | Korea Sud                                     | Park Ji-won                                   | Kanada                                | Jordan Pierre-Gilles                  | Korea Sud                             | Park Ji-won                           | Kanada                                | William Dandjinou                     | Kanada                                |

### Frauen
| Saison  | Mehrkampf (bis 2005/06) Gesamt (seit 2022/23) | Mehrkampf (bis 2005/06) Gesamt (seit 2022/23) | 500 Meter                             | 500 Meter                             | 1000 Meter                            | 1000 Meter                            | 1500 Meter                            | 1500 Meter                            | Staffel                               |
| Saison  | N                                             | Name                                          | N                                     | Name                                  | N                                     | Name                                  | N                                     | Name                                  | Staffel                               |
| ------- | --------------------------------------------- | --------------------------------------------- | ------------------------------------- | ------------------------------------- | ------------------------------------- | ------------------------------------- | ------------------------------------- | ------------------------------------- | ------------------------------------- |
| 1998/99 | China Volksrepublik                           | Yang Yang (A)                                 | China Volksrepublik                   | Wang Chunlu                           | China Volksrepublik                   | Yang Yang (S)                         | China Volksrepublik                   | Yang Yang (A)                         | Volksrepublik China                   |
| 1999/00 | China Volksrepublik                           | Yang Yang (A)                                 | China Volksrepublik                   | Yang Yang (S)                         | China Volksrepublik                   | Yang Yang (A)                         | China Volksrepublik                   | Yang Yang (A)                         | Volksrepublik China                   |
| 2000/01 | China Volksrepublik                           | Yang Yang (A)                                 | Bulgarien                             | Ewgenija Radanowa                     | China Volksrepublik                   | Yang Yang (A)                         | China Volksrepublik                   | Yang Yang (A)                         | Volksrepublik China                   |
| 2001/02 | China Volksrepublik                           | Yang Yang (A)                                 | China Volksrepublik                   | Yang Yang (S)                         | China Volksrepublik                   | Yang Yang (A)                         | China Volksrepublik                   | Yang Yang (A)                         | Volksrepublik China                   |
| 2002/03 | China Volksrepublik                           | Fu Tianyu                                     | Kanada                                | Amélie Goulet-Nadon                   | Kanada                                | Amélie Goulet-Nadon                   | Kanada                                | Amélie Goulet-Nadon                   | Volksrepublik China                   |
| 2003/04 | Korea Sud                                     | Choi Eun-kyung                                | China Volksrepublik                   | Fu Tianyu                             | Korea Sud                             | Choi Eun-kyung                        | Korea Sud                             | Choi Eun-kyung                        | Südkorea                              |
| 2004/05 | China Volksrepublik                           | Wang Meng                                     | China Volksrepublik                   | Wang Meng                             | Korea Sud                             | Choi Eun-kyung                        | Korea Sud                             | Jin Sun-yu                            | Volksrepublik China                   |
| 2005/06 | Korea Sud                                     | Jin Sun-yu                                    | China Volksrepublik                   | Wang Meng                             | China Volksrepublik                   | Wang Meng                             | Korea Sud                             | Jin Sun-yu                            | Südkorea                              |
| 2006/07 |                                               |                                               | China Volksrepublik                   | Wang Meng                             | Korea Sud                             | Byun Chun-sa                          | Korea Sud                             | Jung Eun-ju                           | Italien                               |
| 2007/08 | China Volksrepublik                           | Wang Meng                                     | Korea Sud                             | Jin Sun-yu                            | Korea Sud                             | Jin Sun-yu                            | Volksrepublik China                   |                                       |                                       |
| 2008/09 | China Volksrepublik                           | Wang Meng                                     | China Volksrepublik                   | Wang Meng                             | China Volksrepublik                   | Zhou Yang                             | Volksrepublik China                   |                                       |                                       |
| 2009/10 | China Volksrepublik                           | Wang Meng                                     | China Volksrepublik                   | Wang Meng                             | China Volksrepublik                   | Zhou Yang                             | Volksrepublik China                   |                                       |                                       |
| 2010/11 | Kanada                                        | Marianne St-Gelais                            | Vereinigte Staaten                    | Katherine Reutter                     | Vereinigte Staaten                    | Katherine Reutter                     | Volksrepublik China                   |                                       |                                       |
| 2011/12 | Italien                                       | Arianna Fontana                               | Japan                                 | Yui Sakai                             | Korea Sud                             | Cho Ha-ri                             | Volksrepublik China                   |                                       |                                       |
| 2012/13 | China Volksrepublik                           | Wang Meng                                     | Vereinigtes Konigreich                | Elise Christie                        | Korea Sud                             | Shim Suk-hee                          | Volksrepublik China                   |                                       |                                       |
| 2013/14 | China Volksrepublik                           | Wang Meng                                     | Korea Sud                             | Shim Suk-hee                          | Korea Sud                             | Shim Suk-hee                          | Südkorea                              |                                       |                                       |
| 2014/15 | China Volksrepublik                           | Fan Kexin                                     | Korea Sud                             | Shim Suk-hee                          | Korea Sud                             | Choi Min-jeong                        | Südkorea                              |                                       |                                       |
| 2015/16 | Kanada                                        | Marianne St-Gelais                            | Korea Sud                             | Choi Min-jeong                        | Korea Sud                             | Choi Min-jeong                        | Südkorea                              |                                       |                                       |
| 2016/17 | Kanada                                        | Marianne St-Gelais                            | Niederlande                           | Suzanne Schulting                     | Korea Sud                             | Shim Suk-hee                          | Südkorea                              |                                       |                                       |
| 2017/18 | Kanada                                        | Marianne St-Gelais                            | Kanada                                | Kim Boutin                            | Korea Sud                             | Choi Min-jeong                        | Südkorea                              |                                       |                                       |
| 2018/19 | Polen                                         | Natalia Maliszewska                           | Niederlande                           | Suzanne Schulting                     | Niederlande                           | Suzanne Schulting                     | Russland                              |                                       |                                       |
| 2019/20 | Kanada                                        | Kim Boutin                                    | Niederlande                           | Suzanne Schulting                     | Niederlande                           | Suzanne Schulting                     | Niederlande                           |                                       |                                       |
| 2020/21 | wegen der COVID-19-Pandemie entfallen         | wegen der COVID-19-Pandemie entfallen         | wegen der COVID-19-Pandemie entfallen | wegen der COVID-19-Pandemie entfallen | wegen der COVID-19-Pandemie entfallen | wegen der COVID-19-Pandemie entfallen | wegen der COVID-19-Pandemie entfallen | wegen der COVID-19-Pandemie entfallen | wegen der COVID-19-Pandemie entfallen |
| 2021/22 |                                               |                                               | Italien                               | Arianna Fontana                       | Niederlande                           | Suzanne Schulting                     | Korea Sud                             | Lee Yu-bin                            | Niederlande                           |
| 2022/23 | Niederlande                                   | Suzanne Schulting                             | Niederlande                           | Xandra Velzeboer                      | Niederlande                           | Suzanne Schulting                     | Korea Sud                             | Kim Gil-li                            | Kanada                                |
| 2023/24 | Korea Sud                                     | Kim Gil-li                                    | Niederlande                           | Xandra Velzeboer                      | Vereinigte Staaten                    | Kristen Santos-Griswold               | Korea Sud                             | Kim Gil-li                            | Niederlande                           |

## Top-Drei-Platzierte

### Männer
Die folgenden Tabellen führen die in der ISU-Datenbank gelisteten Top-Drei-Platzierten im Shorttrack-Weltcup seit 1998/99.

#### Mehrkampf
→ zur Liste der erfolgreichsten Athleten im Mehrkampf-Gesamtweltcup
| Saison  | Erster              | Erster           | Zweiter             | Zweiter          | Dritter             | Dritter                 |
| Saison  | N                   | Name             | N                   | Name             | N                   | Name                    |
| ------- | ------------------- | ---------------- | ------------------- | ---------------- | ------------------- | ----------------------- |
| 1998/99 | China Volksrepublik | Li Jiajun        | Italien             | Fabio Carta      | Korea Sud           | Kim Dong-sung           |
| 1999/00 | Korea Sud           | Kim Dong-sung    | China Volksrepublik | Li Jiajun        | Korea Sud           | Min Ryoung              |
| 2000/01 | Vereinigte Staaten  | Apolo Anton Ohno | China Volksrepublik | Li Jiajun        | Kanada              | François-Louis Tremblay |
| 2001/02 | Korea Sud           | Kim Dong-sung    | Korea Sud           | Lee Seung-jae    | China Volksrepublik | Li Jiajun               |
| 2002/03 | Vereinigte Staaten  | Apolo Anton Ohno | Korea Sud           | Ahn Hyun-soo     | Italien             | Fabio Carta             |
| 2003/04 | Korea Sud           | Ahn Hyun-soo     | Korea Sud           | Song Suk-woo     | Vereinigte Staaten  | Apolo Anton Ohno        |
| 2004/05 | Vereinigte Staaten  | Apolo Anton Ohno | Kanada              | Mathieu Turcotte | Korea Sud           | Ahn Hyun-soo            |
| 2005/06 | Korea Sud           | Ahn Hyun-soo     | Korea Sud           | Lee Ho-suk       | Vereinigte Staaten  | Apolo Anton Ohno        |

#### Gesamt
| Saison  | Erster    | Erster      | Zweiter   | Zweiter         | Dritter | Dritter           |
| Saison  | N         | Name        | N         | Name            | N       | Name              |
| ------- | --------- | ----------- | --------- | --------------- | ------- | ----------------- |
| 2022/23 | Korea Sud | Park Ji-won | Korea Sud | Hong Kyung-hwan | Kanada  | Steven Dubois     |
| 2023/24 | Korea Sud | Park Ji-won | Kanada    | Steven Dubois   | Kanada  | William Dandjinou |

#### 500 Meter
→ zur Liste der erfolgreichsten Athleten im 500-Meter-Gesamtweltcup
| Saison    | Erster                                | Erster                                | Zweiter                               | Zweiter                               | Dritter                               | Dritter                               |
| Saison    | N                                     | Name                                  | N                                     | Name                                  | N                                     | Name                                  |
| --------- | ------------------------------------- | ------------------------------------- | ------------------------------------- | ------------------------------------- | ------------------------------------- | ------------------------------------- |
| 1998/99   | Italien                               | Fabio Carta                           | China Volksrepublik                   | Li Jiajun                             | Japan                                 | Takafumi Nishitani                    |
| 1999/00   | China Volksrepublik                   | Li Jiajun                             | Korea Sud                             | Kim Dong-sung                         | Japan                                 | Satoru Terao                          |
| 2000/01   | Vereinigte Staaten                    | Apolo Anton Ohno                      | Kanada                                | François-Louis Tremblay               | China Volksrepublik                   | Li Jiajun                             |
| 2001/02   | China Volksrepublik                   | Li Jiajun                             | Korea Sud                             | Kim Dong-sung                         | Japan                                 | Takafumi Nishitani                    |
| 2002/03   | Kanada                                | Jean-François Monette                 | Kanada                                | François-Louis Tremblay               | Korea Sud                             | Ahn Hyun-soo                          |
| 2003/04   | China Volksrepublik                   | Li Jiajun                             | Korea Sud                             | Ahn Hyun-soo                          | Korea Sud                             | Song Suk-woo                          |
| 2004/05   | Kanada                                | Mathieu Turcotte                      | Vereinigte Staaten                    | Apolo Anton Ohno                      | Kanada                                | Charles Hamelin                       |
| 2005/06   | Korea Sud                             | Ahn Hyun-soo                          | China Volksrepublik                   | Li Jiajun                             | Kanada                                | Éric Bédard                           |
| 2006/07   | Deutschland                           | Tyson Heung                           | Vereinigtes Konigreich                | Jon Eley                              | Italien                               | Roberto Serra                         |
| 2007/08   | Korea Sud                             | Sung Si-bak                           | Korea Sud                             | Kwak Yoon-gy                          | Kanada                                | François-Louis Tremblay               |
| 2008/09   | Kanada                                | François-Louis Tremblay               | Korea Sud                             | Sung Si-bak                           | Vereinigtes Konigreich                | Jon Eley                              |
| 2009/10   | Kanada                                | Charles Hamelin                       | Kanada                                | François-Louis Tremblay               | Korea Sud                             | Sung Si-bak                           |
| 2010/11 1 | Vereinigte Staaten                    | Simon Cho                             | China Volksrepublik                   | Han Jialiang                          | China Volksrepublik                   | Liang Wenhao                          |
| 2011/12   | Kanada                                | Olivier Jean                          | Kanada                                | Charles Hamelin                       | China Volksrepublik                   | Liang Wenhao                          |
| 2012/13   | Kanada                                | Charles Hamelin                       | China Volksrepublik                   | Wu Dajing                             | China Volksrepublik                   | Liang Wenhao                          |
| 2013/14   | Russland                              | Wiktor Ahn                            | Kanada                                | Charles Hamelin                       | Russland                              | Wladimir Grigorjew                    |
| 2014/15   | Russland                              | Dmitri Migunow                        | China Volksrepublik                   | Wu Dajing                             | Korea Sud                             | Kwak Yoon-gy                          |
| 2015/16   | Russland                              | Dmitri Migunow                        | Kanada                                | Charles Hamelin                       | Kanada                                | Samuel Girard                         |
| 2016/17   | China Volksrepublik                   | Wu Dajing                             | Kasachstan                            | Absal Äschighalijew                   | Ungarn                                | Shaolin Sándor Liu                    |
| 2017/18   | China Volksrepublik                   | Wu Dajing                             | Ungarn                                | Shaolin Sándor Liu                    | Kanada                                | Samuel Girard                         |
| 2018/19   | Korea Sud                             | Lim Hyo-jun                           | China Volksrepublik                   | Wu Dajing                             | Kanada                                | Samuel Girard                         |
| 2019/20   | Ungarn                                | Shaolin Sándor Liu                    | China Volksrepublik                   | Wu Dajing                             | Kasachstan                            | Absal Äschighalijew                   |
| 2020/21   | wegen der COVID-19-Pandemie entfallen | wegen der COVID-19-Pandemie entfallen | wegen der COVID-19-Pandemie entfallen | wegen der COVID-19-Pandemie entfallen | wegen der COVID-19-Pandemie entfallen | wegen der COVID-19-Pandemie entfallen |
| 2021/22   | Ungarn                                | Shaolin Sándor Liu                    | China Volksrepublik                   | Wu Dajing                             | China Volksrepublik                   | Ren Ziwei                             |
| 2022/23   | Kasachstan                            | Denis Nikischa                        | Kanada                                | Steven Dubois                         | Polen                                 | Diané Sellier                         |
| 2023/24   | Kanada                                | Jordan Pierre-Gilles                  | Kanada                                | Steven Dubois                         | Kanada                                | Félix Roussel                         |

#### 1000 Meter
→ zur Liste der erfolgreichsten Athleten im 1000-Meter-Gesamtweltcup
| Saison  | Erster                                | Erster                                | Zweiter                               | Zweiter                               | Dritter                               | Dritter                               |
| Saison  | N                                     | Name                                  | N                                     | Name                                  | N                                     | Name                                  |
| ------- | ------------------------------------- | ------------------------------------- | ------------------------------------- | ------------------------------------- | ------------------------------------- | ------------------------------------- |
| 1998/99 | Korea Sud                             | Kim Dong-sung                         | Italien                               | Fabio Carta                           | Japan                                 | Satoru Terao                          |
| 1999/00 | Korea Sud                             | Kim Dong-sung                         | China Volksrepublik                   | Li Jiajun                             | Korea Sud                             | Min Ryoung                            |
| 2000/01 | Vereinigte Staaten                    | Apolo Anton Ohno                      | China Volksrepublik                   | Li Jiajun                             | Vereinigte Staaten                    | Daniel Weinstein                      |
| 2001/02 | Korea Sud                             | Kim Dong-sung                         | Korea Sud                             | Min Ryoung                            | Korea Sud                             | Lee Seung-jae                         |
| 2002/03 | Vereinigte Staaten                    | Apolo Anton Ohno                      | Kanada                                | Jean-François Monette                 | Korea Sud                             | Ahn Hyun-soo                          |
| 2003/04 | Korea Sud                             | Ahn Hyun-soo                          | Vereinigte Staaten                    | Apolo Anton Ohno                      | Kanada                                | Jonathan Guilmette                    |
| 2004/05 | Vereinigte Staaten                    | Apolo Anton Ohno                      | Korea Sud                             | Ahn Hyun-soo                          | Kanada                                | Mathieu Turcotte                      |
| 2005/06 | Korea Sud                             | Lee Ho-suk                            | Korea Sud                             | Ahn Hyun-soo                          | Vereinigte Staaten                    | Apolo Anton Ohno                      |
| 2006/07 | Korea Sud                             | Lee Ho-suk                            | Italien                               | Denis Bellotti                        | Italien                               | Nicola Rodigari                       |
| 2007/08 | Korea Sud                             | Ahn Hyun-soo                          | Korea Sud                             | Lee Ho-suk                            | Korea Sud                             | Song Kyung-taek                       |
| 2008/09 | Korea Sud                             | Lee Ho-suk                            | Korea Sud                             | Kwak Yoon-gy                          | Korea Sud                             | Lee Jung-su                           |
| 2009/10 | Korea Sud                             | Lee Jung-su                           | Vereinigte Staaten                    | Apolo Anton Ohno                      | Kanada                                | Charles Hamelin                       |
| 2010/11 | Frankreich                            | Thibaut Fauconnet                     | Korea Sud                             | Noh Jin-kyu                           | Vereinigte Staaten                    | Travis Jayner                         |
| 2011/12 | Korea Sud                             | Kwak Yoon-gy                          | Korea Sud                             | Noh Jin-kyu                           | Kanada                                | Olivier Jean                          |
| 2012/13 | Korea Sud                             | Kwak Yoon-gy                          | Russland                              | Wiktor Ahn                            | Korea Sud                             | Noh Jin-kyu                           |
| 2013/14 | Kanada                                | Charles Hamelin                       | Russland                              | Wiktor Ahn                            | Niederlande                           | Niels Kerstholt                       |
| 2014/15 | Russland                              | Semjon Jelistratow                    | Niederlande                           | Sjinkie Knegt                         | Korea Sud                             | Sin Da-woon                           |
| 2015/16 | Russland                              | Semjon Jelistratow                    | Kanada                                | Charle Cournoyer                      | Kanada                                | Charles Hamelin                       |
| 2016/17 | Ungarn                                | Shaoang Liu                           | Frankreich                            | Thibaut Fauconnet                     | Kasachstan                            | Nurbergen Schumaghasijew              |
| 2017/18 | Ungarn                                | Shaolin Sándor Liu                    | Korea Sud                             | Hwang Dae-heon                        | China Volksrepublik                   | Wu Dajing                             |
| 2018/19 | Korea Sud                             | Park Ji-won                           | Korea Sud                             | Hong Kyung-hwan                       | Ungarn                                | Shaoang Liu                           |
| 2019/20 | Korea Sud                             | Park Ji-won                           | China Volksrepublik                   | Han Tianyu                            | Russland                              | Semjon Jelistratow                    |
| 2020/21 | wegen der COVID-19-Pandemie entfallen | wegen der COVID-19-Pandemie entfallen | wegen der COVID-19-Pandemie entfallen | wegen der COVID-19-Pandemie entfallen | wegen der COVID-19-Pandemie entfallen | wegen der COVID-19-Pandemie entfallen |
| 2021/22 | Kanada                                | Pascal Dion                           | Korea Sud                             | Hwang Dae-heon                        | Niederlande                           | Itzhak de Laat                        |
| 2022/23 | Korea Sud                             | Park Ji-won                           | Kanada                                | Pascal Dion                           | Lettland                              | Roberts Krūzbergs                     |
| 2023/24 | Korea Sud                             | Park Ji-won                           | Kanada                                | Steven Dubois                         | Italien                               | Luca Spechenhauser                    |

#### 1500 Meter
→ zur Liste der erfolgreichsten Athleten im 1500-Meter-Gesamtweltcup
| Saison  | Erster                                | Erster                                | Zweiter                               | Zweiter                               | Dritter                               | Dritter                               |
| Saison  | N                                     | Name                                  | N                                     | Name                                  | N                                     | Name                                  |
| ------- | ------------------------------------- | ------------------------------------- | ------------------------------------- | ------------------------------------- | ------------------------------------- | ------------------------------------- |
| 1998/99 | Korea Sud                             | Kim Dong-sung                         | Italien                               | Fabio Carta                           | Japan                                 | Satoru Terao                          |
| 1999/00 | China Volksrepublik                   | Li Jiajun                             | Italien                               | Fabio Carta                           | Korea Sud                             | Kim Dong-sung                         |
| 2000/01 | Vereinigte Staaten                    | Apolo Anton Ohno                      | China Volksrepublik                   | Li Jiajun                             | Kanada                                | Marc Gagnon                           |
| 2001/02 | Korea Sud                             | Kim Dong-sung                         | Korea Sud                             | Lee Seung-jae                         | China Volksrepublik                   | Li Jiajun                             |
| 2002/03 | Italien                               | Fabio Carta                           | Korea Sud                             | Ahn Hyun-soo                          | Vereinigte Staaten                    | Apolo Anton Ohno                      |
| 2003/04 | Korea Sud                             | Ahn Hyun-soo                          | Vereinigte Staaten                    | Apolo Anton Ohno                      | Korea Sud                             | Song Suk-woo                          |
| 2004/05 | Vereinigte Staaten                    | Apolo Anton Ohno                      | Korea Sud                             | Ahn Hyun-soo                          | Kanada                                | Mathieu Turcotte                      |
| 2005/06 | Korea Sud                             | Ahn Hyun-soo                          | Korea Sud                             | Lee Ho-suk                            | Vereinigte Staaten                    | Apolo Anton Ohno                      |
| 2006/07 | Korea Sud                             | Kim Hyun-kon                          | Korea Sud                             | Song Kyung-taek                       | Belgien                               | Pieter Gysel                          |
| 2007/08 | Korea Sud                             | Lee Ho-suk                            | Korea Sud                             | Ahn Hyun-soo                          | Korea Sud                             | Lee Seung-hoon                        |
| 2008/09 | Korea Sud                             | Sung Si-bak                           | Korea Sud                             | Lee Jung-su                           | Korea Sud                             | Lee Ho-suk                            |
| 2009/10 | Korea Sud                             | Lee Jung-su                           | Kanada                                | Charles Hamelin                       | Korea Sud                             | Sung Si-bak                           |
| 2010/11 | Frankreich                            | Maxime Châtaignier                    | China Volksrepublik                   | Liu Xianwei                           | Kanada                                | Michael Gilday                        |
| 2011/12 | Korea Sud                             | Noh Jin-kyu                           | Korea Sud                             | Sin Da-woon                           | Korea Sud                             | Kwak Yoon-gy                          |
| 2012/13 | Korea Sud                             | Noh Jin-kyu                           | Russland                              | Wiktor Ahn                            | Korea Sud                             | Sin Da-woon                           |
| 2013/14 | Kanada                                | Charles Hamelin                       | Korea Sud                             | Lee Han-bin                           | Russland                              | Wiktor Ahn                            |
| 2014/15 | Korea Sud                             | Sin Da-woon                           | China Volksrepublik                   | Chen Dequan                           | Kanada                                | Charles Hamelin                       |
| 2015/16 | Korea Sud                             | Kwak Yoon-gy                          | Niederlande                           | Sjinkie Knegt                         | Korea Sud                             | Park Ji-won                           |
| 2016/17 | Niederlande                           | Sjinkie Knegt                         | Korea Sud                             | Lee Jung-su                           | Russland                              | Semjon Jelistratow                    |
| 2017/18 | Korea Sud                             | Hwang Dae-heon                        | Niederlande                           | Sjinkie Knegt                         | Kanada                                | Charles Hamelin                       |
| 2018/19 | Korea Sud                             | Kim Gun-woo                           | Kanada                                | Steven Dubois                         | Korea Sud                             | Lee June-seo                          |
| 2019/20 | Korea Sud                             | Park Ji-won                           | Korea Sud                             | Lee June-seo                          | China Volksrepublik                   | An Kai                                |
| 2020/21 | wegen der COVID-19-Pandemie entfallen | wegen der COVID-19-Pandemie entfallen | wegen der COVID-19-Pandemie entfallen | wegen der COVID-19-Pandemie entfallen | wegen der COVID-19-Pandemie entfallen | wegen der COVID-19-Pandemie entfallen |
| 2021/22 | China Volksrepublik                   | Ren Ziwei                             | Russland                              | Semjon Jelistratow                    | Korea Sud                             | Park Jang-hyuk                        |
| 2022/23 | Korea Sud                             | Park Ji-won                           | Korea Sud                             | Hong Kyung-hwan                       | Niederlande                           | Friso Emons                           |
| 2023/24 | Kanada                                | William Dandjinou                     | Korea Sud                             | Kim Gun-woo                           | Korea Sud                             | Park Ji-won                           |

#### Staffel
| 1998/99 | Italien                               | Volksrepublik China                   | Japan                                 |                                       |                                       |                                       |
| 1999/00 | Südkorea                              | Volksrepublik China                   | Kanada                                |                                       |                                       |                                       |
| 2000/01 | Kanada                                | Volksrepublik China                   | Südkorea                              |                                       |                                       |                                       |
| 2001/02 | Südkorea                              | Japan                                 | Volksrepublik China                   |                                       |                                       |                                       |
| 2002/03 | Kanada                                | Volksrepublik China                   | Italien                               |                                       |                                       |                                       |
| 2003/04 | Volksrepublik China                   | Kanada                                | Südkorea                              |                                       |                                       |                                       |
| 2004/05 | Kanada                                | Südkorea                              | Vereinigte Staaten                    |                                       |                                       |                                       |
| 2005/06 | Südkorea                              | Volksrepublik China                   | Vereinigte Staaten                    |                                       |                                       |                                       |
| 2006/07 | Italien                               | Vereinigte Staaten                    | Deutschland                           |                                       |                                       |                                       |
| 2007/08 | Südkorea                              | Kanada                                | Volksrepublik China                   |                                       |                                       |                                       |
| 2008/09 | Kanada                                | Vereinigte Staaten                    | Südkorea                              |                                       |                                       |                                       |
| 2009/10 | Südkorea                              | Kanada                                | Volksrepublik China                   |                                       |                                       |                                       |
| 2010/11 | Kanada                                | Südkorea                              | Niederlande                           |                                       |                                       |                                       |
| 2011/12 | Kanada                                | Südkorea                              | Volksrepublik China                   |                                       |                                       |                                       |
| 2012/13 | Südkorea                              | Niederlande                           | Russland                              |                                       |                                       |                                       |
| 2013/14 | Vereinigte Staaten                    | Kanada                                | Russland                              |                                       |                                       |                                       |
| 2014/15 | Niederlande                           | Südkorea                              | Volksrepublik China                   |                                       |                                       |                                       |
| 2015/16 | Kanada                                | Niederlande                           | Volksrepublik China                   |                                       |                                       |                                       |
| 2016/17 | Niederlande                           | Volksrepublik China                   | Ungarn                                |                                       |                                       |                                       |
| 2017/18 | Kanada                                | Südkorea                              | Vereinigte Staaten                    |                                       |                                       |                                       |
| 2018/19 | Ungarn                                | Kanada                                | Japan                                 |                                       |                                       |                                       |
| 2019/20 | Russland                              | Südkorea                              | Volksrepublik China                   |                                       |                                       |                                       |
| 2020/21 | wegen der COVID-19-Pandemie entfallen | wegen der COVID-19-Pandemie entfallen | wegen der COVID-19-Pandemie entfallen | wegen der COVID-19-Pandemie entfallen | wegen der COVID-19-Pandemie entfallen | wegen der COVID-19-Pandemie entfallen |
| 2021/22 | Kanada                                | Südkorea                              | Ungarn                                |                                       |                                       |                                       |
| 2022/23 | Kanada                                | Südkorea                              | Volksrepublik China                   |                                       |                                       |                                       |
| 2023/24 | Kanada                                | Südkorea                              | Volksrepublik China                   |                                       |                                       |                                       |

### Frauen

#### Mehrkampf
→ zur Liste der erfolgreichsten Athletinnen im Mehrkampf-Gesamtweltcup
| Saison  | Erste               | Erste          | Zweite    | Zweite              | Dritte              | Dritte            |
| Saison  | N                   | Name           | N         | Name                | N                   | Name              |
| ------- | ------------------- | -------------- | --------- | ------------------- | ------------------- | ----------------- |
| 1998/99 | China Volksrepublik | Yang Yang (A)  | Bulgarien | Ewgenija Radanowa   | China Volksrepublik | Yang Yang (S)     |
| 1999/00 | China Volksrepublik | Yang Yang (A)  | Bulgarien | Ewgenija Radanowa   | Korea Sud           | Park Hye-won      |
| 2000/01 | China Volksrepublik | Yang Yang (A)  | Bulgarien | Ewgenija Radanowa   | Korea Sud           | Park Hye-rim      |
| 2001/02 | China Volksrepublik | Yang Yang (A)  | Bulgarien | Ewgenija Radanowa   | China Volksrepublik | Yang Yang (S)     |
| 2002/03 | China Volksrepublik | Fu Tianyu      | Kanada    | Amélie Goulet-Nadon | Bulgarien           | Ewgenija Radanowa |
| 2003/04 | Korea Sud           | Choi Eun-kyung | Korea Sud | Byun Chun-sa        | China Volksrepublik | Wang Meng         |
| 2004/05 | China Volksrepublik | Wang Meng      | Korea Sud | Jin Sun-yu          | China Volksrepublik | Yang Yang (A)     |
| 2005/06 | Korea Sud           | Jin Sun-yu     | Bulgarien | Ewgenija Radanowa   | Vereinigte Staaten  | Allison Baver     |

#### Gesamt
| Saison  | Erste       | Erste             | Zweite             | Zweite                  | Dritte      | Dritte           |
| Saison  | N           | Name              | N                  | Name                    | N           | Name             |
| ------- | ----------- | ----------------- | ------------------ | ----------------------- | ----------- | ---------------- |
| 2022/23 | Niederlande | Suzanne Schulting | Kanada             | Courtney Lee Sarault    | Belgien     | Hanne Desmet     |
| 2023/24 | Korea Sud   | Kim Gil-li        | Vereinigte Staaten | Kristen Santos-Griswold | Niederlande | Xandra Velzeboer |

#### 500 Meter
→ zur Liste der erfolgreichsten Athletinnen im 500-Meter-Gesamtweltcup
| Saison  | Erste                                 | Erste                                 | Zweite                                | Zweite                                | Dritte                                | Dritte                                |
| Saison  | N                                     | Name                                  | N                                     | Name                                  | N                                     | Name                                  |
| ------- | ------------------------------------- | ------------------------------------- | ------------------------------------- | ------------------------------------- | ------------------------------------- | ------------------------------------- |
| 1998/99 | China Volksrepublik                   | Wang Chunlu                           | China Volksrepublik                   | Yang Yang (A)                         | Korea Sud                             | Choi Min-kyung                        |
| 1999/00 | China Volksrepublik                   | Yang Yang (S)                         | China Volksrepublik                   | Wang Chunlu                           | Bulgarien                             | Ewgenija Radanowa                     |
| 2000/01 | Bulgarien                             | Ewgenija Radanowa                     | China Volksrepublik                   | Yang Yang (A)                         | China Volksrepublik                   | Yang Yang (S)                         |
| 2001/02 | China Volksrepublik                   | Yang Yang (S)                         | China Volksrepublik                   | Yang Yang (A)                         | Bulgarien                             | Ewgenija Radanowa                     |
| 2002/03 | Kanada                                | Amélie Goulet-Nadon                   | Bulgarien                             | Ewgenija Radanowa                     | Kanada                                | Alanna Kraus                          |
| 2003/04 | China Volksrepublik                   | Fu Tianyu                             | China Volksrepublik                   | Wang Meng                             | Kanada                                | Amélie Goulet-Nadon                   |
| 2004/05 | China Volksrepublik                   | Wang Meng                             | China Volksrepublik                   | Fu Tianyu                             | China Volksrepublik                   | Yang Yang (A)                         |
| 2005/06 | China Volksrepublik                   | Wang Meng                             | Bulgarien                             | Ewgenija Radanowa                     | China Volksrepublik                   | Fu Tianyu                             |
| 2006/07 | China Volksrepublik                   | Wang Meng                             | Italien                               | Arianna Fontana                       | Korea Sud                             | Kim Min-jung                          |
| 2007/08 | China Volksrepublik                   | Wang Meng                             | China Volksrepublik                   | Fu Tianyu                             | China Volksrepublik                   | Zhao Nannan                           |
| 2008/09 | China Volksrepublik                   | Wang Meng                             | China Volksrepublik                   | Liu Qiuhong                           | Australien                            | Tatjana Borodulina                    |
| 2009/10 | China Volksrepublik                   | Wang Meng                             | Kanada                                | Kalyna Roberge                        | China Volksrepublik                   | Zhao Nannan                           |
| 2010/11 | Kanada                                | Marianne St-Gelais                    | China Volksrepublik                   | Liu Qiuhong                           | China Volksrepublik                   | Zhao Nannan                           |
| 2011/12 | Italien                               | Arianna Fontana                       | Italien                               | Martina Valcepina                     | China Volksrepublik                   | Liu Qiuhong                           |
| 2012/13 | China Volksrepublik                   | Wang Meng                             | China Volksrepublik                   | Liu Qiuhong                           | China Volksrepublik                   | Fan Kexin                             |
| 2013/14 | China Volksrepublik                   | Wang Meng                             | China Volksrepublik                   | Fan Kexin                             | Italien                               | Arianna Fontana                       |
| 2014/15 | China Volksrepublik                   | Fan Kexin                             | Korea Sud                             | Jeon Ji-soo                           | Kanada                                | Marianne St-Gelais                    |
| 2015/16 | Kanada                                | Marianne St-Gelais                    | Vereinigtes Konigreich                | Elise Christie                        | China Volksrepublik                   | Fan Kexin                             |
| 2016/17 | Kanada                                | Marianne St-Gelais                    | Vereinigtes Konigreich                | Elise Christie                        | China Volksrepublik                   | Fan Kexin                             |
| 2017/18 | Kanada                                | Marianne St-Gelais                    | Korea Sud                             | Choi Min-jeong                        | Italien                               | Arianna Fontana                       |
| 2018/19 | Polen                                 | Natalia Maliszewska                   | Italien                               | Martina Valcepina                     | Niederlande                           | Lara van Ruijven                      |
| 2019/20 | Kanada                                | Kim Boutin                            | Italien                               | Martina Valcepina                     | Niederlande                           | Yara van Kerkhof                      |
| 2020/21 | wegen der COVID-19-Pandemie entfallen | wegen der COVID-19-Pandemie entfallen | wegen der COVID-19-Pandemie entfallen | wegen der COVID-19-Pandemie entfallen | wegen der COVID-19-Pandemie entfallen | wegen der COVID-19-Pandemie entfallen |
| 2021/22 | Italien                               | Arianna Fontana                       | Kanada                                | Kim Boutin                            | Polen                                 | Natalia Maliszewska                   |
| 2022/23 | Niederlande                           | Xandra Velzeboer                      | Polen                                 | Natalia Maliszewska                   | Kanada                                | Kim Boutin                            |
| 2023/24 | Niederlande                           | Xandra Velzeboer                      | Niederlande                           | Selma Poutsma                         | China Volksrepublik                   | Wang Ye                               |

#### 1000 Meter
→ zur Liste der erfolgreichsten Athletinnen im 1000-Meter-Gesamtweltcup
| Saison  | Erste                                 | Erste                                 | Zweite                                | Zweite                                | Dritte                                | Dritte                                |
| Saison  | N                                     | Name                                  | N                                     | Name                                  | N                                     | Name                                  |
| ------- | ------------------------------------- | ------------------------------------- | ------------------------------------- | ------------------------------------- | ------------------------------------- | ------------------------------------- |
| 1998/99 | China Volksrepublik                   | Yang Yang (S)                         | China Volksrepublik                   | Yang Yang (A)                         | Bulgarien                             | Ewgenija Radanowa                     |
| 1999/00 | China Volksrepublik                   | Yang Yang (A)                         | Bulgarien                             | Ewgenija Radanowa                     | Korea Sud                             | Park Hye-won                          |
| 2000/01 | China Volksrepublik                   | Yang Yang (A)                         | China Volksrepublik                   | Sun Dandan                            | Bulgarien                             | Ewgenija Radanowa                     |
| 2001/02 | China Volksrepublik                   | Yang Yang (A)                         | China Volksrepublik                   | Yang Yang (S)                         | China Volksrepublik                   | Sun Dandan                            |
| 2002/03 | Kanada                                | Amélie Goulet-Nadon                   | Kanada                                | Alanna Kraus                          | Bulgarien                             | Ewgenija Radanowa                     |
| 2003/04 | Korea Sud                             | Choi Eun-kyung                        | Korea Sud                             | Byun Chun-sa                          | China Volksrepublik                   | Wang Meng                             |
| 2004/05 | Korea Sud                             | Choi Eun-kyung                        | China Volksrepublik                   | Wang Meng                             | Korea Sud                             | Jin Sun-yu                            |
| 2005/06 | China Volksrepublik                   | Wang Meng                             | Korea Sud                             | Byun Chun-sa                          | Bulgarien                             | Ewgenija Radanowa                     |
| 2006/07 | Korea Sud                             | Byun Chun-sa                          | China Volksrepublik                   | Zhu Mi Lei                            | Italien                               | Marta Capurso                         |
| 2007/08 | Korea Sud                             | Jin Sun-yu                            | China Volksrepublik                   | Wang Meng                             | Korea Sud                             | Yang Shin-young                       |
| 2008/09 | China Volksrepublik                   | Wang Meng                             | China Volksrepublik                   | Liu Qiuhong                           | Vereinigte Staaten                    | Kimberly Derrick                      |
| 2009/10 | China Volksrepublik                   | Wang Meng                             | Vereinigte Staaten                    | Katherine Reutter                     | China Volksrepublik                   | Zhou Yang                             |
| 2010/11 | Vereinigte Staaten                    | Katherine Reutter                     | Korea Sud                             | Yang Shin-young                       | China Volksrepublik                   | Zhou Yang                             |
| 2011/12 | Japan                                 | Yui Sakai                             | China Volksrepublik                   | Li Jianrou                            | Vereinigtes Konigreich                | Elise Christie                        |
| 2012/13 | Vereinigtes Konigreich                | Elise Christie                        | Korea Sud                             | Shim Suk-hee                          | Korea Sud                             | Park Seung-hi                         |
| 2013/14 | Korea Sud                             | Shim Suk-hee                          | Korea Sud                             | Kim A-lang                            | Italien                               | Arianna Fontana                       |
| 2014/15 | Korea Sud                             | Shim Suk-hee                          | Kanada                                | Marianne St-Gelais                    | Korea Sud                             | Choi Min-jeong                        |
| 2015/16 | Korea Sud                             | Choi Min-jeong                        | Kanada                                | Valérie Maltais                       | Korea Sud                             | Shim Suk-hee                          |
| 2016/17 | Niederlande                           | Suzanne Schulting                     | Korea Sud                             | Choi Min-jeong                        | Vereinigtes Konigreich                | Elise Christie                        |
| 2017/18 | Kanada                                | Kim Boutin                            | Korea Sud                             | Choi Min-jeong                        | Korea Sud                             | Shim Suk-hee                          |
| 2018/19 | Niederlande                           | Suzanne Schulting                     | Russland                              | Sofja Proswirnowa                     | Kanada                                | Alyson Charles                        |
| 2019/20 | Niederlande                           | Suzanne Schulting                     | China Volksrepublik                   | Han Yutong                            | Korea Sud                             | Seo Whi-min                           |
| 2020/21 | wegen der COVID-19-Pandemie entfallen | wegen der COVID-19-Pandemie entfallen | wegen der COVID-19-Pandemie entfallen | wegen der COVID-19-Pandemie entfallen | wegen der COVID-19-Pandemie entfallen | wegen der COVID-19-Pandemie entfallen |
| 2021/22 | Niederlande                           | Suzanne Schulting                     | Vereinigte Staaten                    | Kristen Santos                        | Korea Sud                             | Choi Min-jeong                        |
| 2022/23 | Niederlande                           | Suzanne Schulting                     | Kanada                                | Courtney Lee Sarault                  | Belgien                               | Hanne Desmet                          |
| 2023/24 | Vereinigte Staaten                    | Kristen Santos-Griswold               | Korea Sud                             | Kim Gil-li                            | Vereinigte Staaten                    | Corinne Stoddard                      |

#### 1500 Meter
→ zur Liste der erfolgreichsten Athletinnen im 1500-Meter-Gesamtweltcup
| Saison  | Erste                                 | Erste                                 | Zweite                                | Zweite                                | Dritte                                | Dritte                                |
| Saison  | N                                     | Name                                  | N                                     | Name                                  | N                                     | Name                                  |
| ------- | ------------------------------------- | ------------------------------------- | ------------------------------------- | ------------------------------------- | ------------------------------------- | ------------------------------------- |
| 1998/99 | China Volksrepublik                   | Yang Yang (A)                         | Bulgarien                             | Ewgenija Radanowa                     | Korea Sud                             | Choi Min-kyung                        |
| 1999/00 | China Volksrepublik                   | Yang Yang (A)                         | Bulgarien                             | Ewgenija Radanowa                     | China Volksrepublik                   | Yang Yang (S)                         |
| 2000/01 | China Volksrepublik                   | Yang Yang (A)                         | China Volksrepublik                   | Yang Yang (S)                         | Korea Sud                             | Park Hye-rim                          |
| 2001/02 | China Volksrepublik                   | Yang Yang (A)                         | Bulgarien                             | Ewgenija Radanowa                     | Korea Sud                             | Joo Min-jin                           |
| 2002/03 | Kanada                                | Amélie Goulet-Nadon                   | Korea Sud                             | Cho Ha-ri                             | Bulgarien                             | Ewgenija Radanowa                     |
| 2003/04 | Korea Sud                             | Choi Eun-kyung                        | Korea Sud                             | Byun Chun-sa                          | China Volksrepublik                   | Wang Meng                             |
| 2004/05 | Korea Sud                             | Jin Sun-yu                            | China Volksrepublik                   | Wang Meng                             | China Volksrepublik                   | Yang Yang (A)                         |
| 2005/06 | Korea Sud                             | Jin Sun-yu                            | China Volksrepublik                   | Yang Yang (A)                         | Korea Sud                             | Byun Chun-sa                          |
| 2006/07 | Korea Sud                             | Jung Eun-ju                           | China Volksrepublik                   | Liu Xiaoying                          | Italien                               | Katia Zini                            |
| 2007/08 | Korea Sud                             | Jin Sun-yu                            | Korea Sud                             | Jung Eun-ju                           | China Volksrepublik                   | Zhou Yang                             |
| 2008/09 | China Volksrepublik                   | Zhou Yang                             | Korea Sud                             | Shin Sae-bom                          | Korea Sud                             | Kim Min-jung                          |
| 2009/10 | China Volksrepublik                   | Zhou Yang                             | Korea Sud                             | Lee Eun-byul                          | Vereinigte Staaten                    | Katherine Reutter                     |
| 2010/11 | Vereinigte Staaten                    | Katherine Reutter                     | China Volksrepublik                   | Zhou Yang                             | Korea Sud                             | Cho Ha-ri                             |
| 2011/12 | Korea Sud                             | Cho Ha-ri                             | Korea Sud                             | Lee Eun-byul                          | Vereinigte Staaten                    | Lana Gehring                          |
| 2012/13 | Korea Sud                             | Shim Suk-hee                          | China Volksrepublik                   | Li Jianrou                            | Korea Sud                             | Kim Min-jung                          |
| 2013/14 | Korea Sud                             | Shim Suk-hee                          | Korea Sud                             | Kim A-lang                            | China Volksrepublik                   | Zhou Yang                             |
| 2014/15 | Korea Sud                             | Choi Min-jeong                        | Korea Sud                             | Shim Suk-hee                          | China Volksrepublik                   | Han Yutong                            |
| 2015/16 | Korea Sud                             | Choi Min-jeong                        | Korea Sud                             | Shim Suk-hee                          | Korea Sud                             | Noh Do-hee                            |
| 2016/17 | Korea Sud                             | Shim Suk-hee                          | Niederlande                           | Suzanne Schulting                     | Kanada                                | Kim Boutin                            |
| 2017/18 | Korea Sud                             | Choi Min-jeong                        | Korea Sud                             | Shim Suk-hee                          | Kanada                                | Kim Boutin                            |
| 2018/19 | Niederlande                           | Suzanne Schulting                     | Korea Sud                             | Kim Ji-yoo                            | Korea Sud                             | Choi Min-jeong                        |
| 2019/20 | Niederlande                           | Suzanne Schulting                     | Korea Sud                             | Kim Ji-yoo                            | China Volksrepublik                   | Han Yutong                            |
| 2020/21 | wegen der COVID-19-Pandemie entfallen | wegen der COVID-19-Pandemie entfallen | wegen der COVID-19-Pandemie entfallen | wegen der COVID-19-Pandemie entfallen | wegen der COVID-19-Pandemie entfallen | wegen der COVID-19-Pandemie entfallen |
| 2021/22 | Korea Sud                             | Lee Yu-bin                            | Niederlande                           | Suzanne Schulting                     | Kanada                                | Courtney Lee Sarault                  |
| 2022/23 | Korea Sud                             | Kim Gil-li                            | Belgien                               | Hanne Desmet                          | Kanada                                | Courtney Lee Sarault                  |
| 2023/24 | Korea Sud                             | Kim Gil-li                            | Belgien                               | Hanne Desmet                          | Vereinigte Staaten                    | Kristen Santos-Griswold               |

#### Staffel
| 1998/99 | Volksrepublik China                   | Südkorea                              | Italien                               |                                       |                                       |                                       |
| 1999/00 | Volksrepublik China                   | Südkorea                              | Kanada                                |                                       |                                       |                                       |
| 2000/01 | Volksrepublik China                   | Südkorea                              | Kanada                                |                                       |                                       |                                       |
| 2001/02 | Volksrepublik China                   |                                       | Japan                                 |                                       |                                       |                                       |
| 2001/02 | Südkorea                              |                                       | Japan                                 |                                       |                                       |                                       |
| 2002/03 | Volksrepublik China                   | Südkorea                              | Kanada                                |                                       |                                       |                                       |
| 2003/04 | Südkorea                              | Volksrepublik China                   | Italien                               |                                       |                                       |                                       |
| 2004/05 | Volksrepublik China                   | Südkorea                              | Kanada                                |                                       |                                       |                                       |
| 2005/06 | Südkorea                              | Kanada                                | Volksrepublik China                   |                                       |                                       |                                       |
| 2006/07 | Italien                               | Deutschland                           | Vereinigte Staaten                    |                                       |                                       |                                       |
| 2007/08 | Volksrepublik China                   | Südkorea                              | Italien                               |                                       |                                       |                                       |
| 2008/09 | Volksrepublik China                   | Südkorea                              | Kanada                                |                                       |                                       |                                       |
| 2009/10 | Volksrepublik China                   | Südkorea                              | Vereinigte Staaten                    |                                       |                                       |                                       |
| 2010/11 | Volksrepublik China                   | Kanada                                | Vereinigte Staaten                    |                                       |                                       |                                       |
| 2011/12 | Volksrepublik China                   | Vereinigte Staaten                    | Japan                                 |                                       |                                       |                                       |
| 2012/13 | Volksrepublik China                   | Kanada                                | Südkorea                              |                                       |                                       |                                       |
| 2013/14 | Südkorea                              | Volksrepublik China                   | Italien                               |                                       |                                       |                                       |
| 2014/15 | Südkorea                              | Volksrepublik China                   | Kanada                                |                                       |                                       |                                       |
| 2015/16 | Südkorea                              | Kanada                                | Volksrepublik China                   |                                       |                                       |                                       |
| 2016/17 | Südkorea                              | Niederlande                           | Kanada                                |                                       |                                       |                                       |
| 2017/18 | Südkorea                              | Volksrepublik China                   | Kanada                                |                                       |                                       |                                       |
| 2018/19 | Russland                              | Niederlande                           | Südkorea                              |                                       |                                       |                                       |
| 2019/20 | Niederlande                           | Kanada                                | Volksrepublik China                   |                                       |                                       |                                       |
| 2020/21 | wegen der COVID-19-Pandemie entfallen | wegen der COVID-19-Pandemie entfallen | wegen der COVID-19-Pandemie entfallen | wegen der COVID-19-Pandemie entfallen | wegen der COVID-19-Pandemie entfallen | wegen der COVID-19-Pandemie entfallen |
| 2021/22 | Niederlande                           | Südkorea                              | Kanada                                |                                       |                                       |                                       |
| 2022/23 | Kanada                                | Niederlande                           | Südkorea                              |                                       |                                       |                                       |
| 2023/24 | Niederlande                           | Südkorea                              | Kanada                                |                                       |                                       |                                       |

### Mixedstaffel
| 2018/19 | Russland                              | Volksrepublik China                   | Kanada                                |                                       |                                       |                                       |
| 2019/20 | Russland                              | Volksrepublik China                   | Südkorea                              |                                       |                                       |                                       |
| 2020/21 | wegen der COVID-19-Pandemie entfallen | wegen der COVID-19-Pandemie entfallen | wegen der COVID-19-Pandemie entfallen | wegen der COVID-19-Pandemie entfallen | wegen der COVID-19-Pandemie entfallen | wegen der COVID-19-Pandemie entfallen |
| 2021/22 | Volksrepublik China                   | Niederlande                           | Ungarn                                |                                       |                                       |                                       |
| 2022/23 | Südkorea                              | Niederlande                           | Belgien                               |                                       |                                       |                                       |
| 2023/24 | Niederlande                           | Volksrepublik China                   | Südkorea                              |                                       |                                       |                                       |

## Erfolgreichste Athleten
Stand aller Daten: nach der Weltcupsaison 2023/24

### Gesamtüberblick
- Platz: Reihenfolge der Athleten nach Zahl der Gesamtweltcupsiege.
- Name: Name des Athleten.
- Land: Das Land, für das der Athlet startete.
- M/W: Das Geschlecht des Athleten (männlich/weiblich).
- Von: Die Saison, in dem der Athlet erstmals einen Gesamtweltcup für sich entschied. Angegeben ist stets das Jahr des Saisonendes.
- Bis: Die Saison, in dem der Athlet letztmals einen Gesamtweltcup für sich entschied. Angegeben ist stets das Jahr des Saisonendes.
- MK/Gesamt: Anzahl der Siege im Mehrkampf- oder Gesamtweltcup.
- 500 m, 1000 m, 1500 m: Anzahl der gewonnenen Weltcups auf der jeweiligen Strecke.
- Gesamt: Anzahl aller gewonnenen Gesamtweltcups (Mehrkampf, Gesamt und Einzelstrecken).

| Platz | Name                | Land                | M/W | von  | bis  | MK/ Gesamt | 500 m | 1000 m | 1500 m | gesamt |
| ----- | ------------------- | ------------------- | --- | ---- | ---- | ---------- | ----- | ------ | ------ | ------ |
| 01.   | Wang Meng           | Volksrepublik China | w   | 2005 | 2014 | 1          | 8     | 3      | –      | 12     |
| 02.   | Yang Yang (A)       | Volksrepublik China | w   | 1999 | 2002 | 4          | –     | 3      | 4      | 11     |
| 03.   | Apolo Anton Ohno    | Vereinigte Staaten  | m   | 2001 | 2005 | 3          | 1     | 3      | 2      | 9      |
| 04.   | Wiktor Ahn          | Südkorea Russland   | m   | 2004 | 2014 | 2          | 2     | 2      | 2      | 8      |
| 04.   | Park Ji-won         | Südkorea            | m   | 2019 | 2024 | 2          | –     | 4      | 2      | 8      |
| 04.   | Suzanne Schulting   | Niederlande         | w   | 2017 | 2023 | 1          | –     | 5      | 2      | 8      |
| 07.   | Kim Dong-sung       | Südkorea            | m   | 1999 | 2002 | 2          | –     | 3      | 2      | 7      |
| 08.   | Jin Sun-yu          | Südkorea            | w   | 2005 | 2008 | 1          | –     | 1      | 3      | 5      |
| 08.   | Li Jiajun           | Volksrepublik China | m   | 1999 | 2004 | 1          | 3     | –      | 1      | 5      |
| 08.   | Shim Suk-hee        | Südkorea            | w   | 2013 | 2017 | –          | –     | 2      | 3      | 5      |
| 11.   | Choi Eun-kyung      | Südkorea            | w   | 2004 | 2005 | 1          | –     | 2      | 1      | 4      |
| 11.   | Choi Min-jeong      | Südkorea            | w   | 2015 | 2018 | –          | –     | 1      | 3      | 4      |
| 11.   | Charles Hamelin     | Kanada              | m   | 2010 | 2014 | –          | 2     | 1      | 1      | 4      |
| 11.   | Lee Ho-suk          | Südkorea            | m   | 2006 | 2009 | –          | –     | 3      | 1      | 4      |
| 11.   | Marianne St-Gelais  | Kanada              | w   | 2011 | 2018 | –          | 4     | –      | –      | 4      |
| 16.   | Amélie Goulet-Nadon | Kanada              | w   | 2003 | 2003 | –          | 1     | 1      | 1      | 3      |
| 16.   | Kim Gil-li          | Südkorea            | w   | 2023 | 2024 | 1          | –     | –      | 2      | 3      |
| 16.   | Kwak Yoon-gy        | Südkorea            | m   | 2012 | 2016 | –          | –     | 2      | 1      | 3      |
| 16.   | Shaolin Sándor Liu  | Ungarn              | m   | 2018 | 2022 | –          | 2     | 1      | –      | 3      |
| 16.   | Yang Yang (S)       | Volksrepublik China | w   | 1999 | 2002 | –          | 2     | 1      | –      | 3      |

### Männer

#### Mehrkampf
→ zum Überblick der drei Erstplatzierten im Mehrkampf-Gesamtweltcup pro Saison
| Platz | Name             | Land                | Von  | Bis  | Sieger | Zweiter | Dritter | Gesamt |
| ----- | ---------------- | ------------------- | ---- | ---- | ------ | ------- | ------- | ------ |
| 01.   | Apolo Anton Ohno | Vereinigte Staaten  | 2001 | 2006 | 3      | –       | 2       | 5      |
| 02.   | Ahn Hyun-soo     | Südkorea            | 2003 | 2006 | 2      | 1       | 1       | 4      |
| 03.   | Kim Dong-sung    | Südkorea            | 1999 | 2002 | 2      | –       | 1       | 3      |
| 04.   | Li Jiajun        | Volksrepublik China | 1999 | 2002 | 1      | 2       | 1       | 4      |

#### 500 Meter
→ zum Überblick der drei Erstplatzierten im 500-Meter-Gesamtweltcup pro Saison
| Platz | Name                    | Land                | Von  | Bis  | Sieger | Zweiter | Dritter | Gesamt |
| ----- | ----------------------- | ------------------- | ---- | ---- | ------ | ------- | ------- | ------ |
| 01.   | Li Jiajun               | Volksrepublik China | 1999 | 2006 | 3      | 2       | 1       | 6      |
| 02.   | Wu Dajing               | Volksrepublik China | 2013 | 2022 | 2      | 5       | –       | 7      |
| 03.   | Charles Hamelin         | Kanada              | 2006 | 2016 | 2      | 3       | 1       | 6      |
| 04.   | Wiktor Ahn              | Südkorea Russland   | 2003 | 2014 | 2      | 1       | 1       | 4      |
| 04.   | Shaolin Sándor Liu      | Ungarn              | 2017 | 2022 | 2      | 1       | 1       | 4      |
| 06.   | Dmitri Migunow          | Russland            | 2015 | 2016 | 2      | –       | –       | 2      |
| 07.   | François-Louis Tremblay | Kanada              | 2001 | 2010 | 1      | 3       | 1       | 5      |
| 08.   | Sung Si-bak             | Südkorea            | 2008 | 2010 | 1      | 1       | 1       | 3      |
| 09.   | Apolo Anton Ohno        | Vereinigte Staaten  | 2001 | 2005 | 1      | 1       | –       | 2      |
| 10.   | Fabio Carta             | Italien             | 1999 | 1999 | 1      | –       | –       | 1      |
| 10.   | Simon Cho               | Vereinigte Staaten  | 2011 | 2011 | 1      | –       | –       | 1      |
| 10.   | Tyson Heung             | Deutschland         | 2007 | 2007 | 1      | –       | –       | 1      |
| 10.   | Olivier Jean            | Kanada              | 2012 | 2012 | 1      | –       | –       | 1      |
| 10.   | Lim Hyo-jun             | Südkorea            | 2019 | 2019 | 1      | –       | –       | 1      |
| 10.   | Jean-François Monette   | Kanada              | 2003 | 2003 | 1      | –       | –       | 1      |
| 10.   | Denis Nikischa          | Kasachstan          | 2023 | 2023 | 1      | –       | –       | 1      |
| 10.   | Jordan Pierre-Gilles    | Kanada              | 2024 | 2024 | 1      | –       | –       | 1      |
| 10.   | Mathieu Turcotte        | Kanada              | 2005 | 2005 | 1      | –       | –       | 1      |

#### 1000 Meter
→ zum Überblick der drei Erstplatzierten im 1000-Meter-Gesamtweltcup pro Saison
| Platz | Name               | Land               | Von  | Bis  | Sieger | Zweiter | Dritter | Gesamt |
| ----- | ------------------ | ------------------ | ---- | ---- | ------ | ------- | ------- | ------ |
| 01.   | Park Ji-won        | Südkorea           | 2019 | 2024 | 4      | –       | –       | 4      |
| 02.   | Apolo Anton Ohno   | Vereinigte Staaten | 2001 | 2010 | 3      | 2       | 1       | 6      |
| 03.   | Lee Ho-suk         | Südkorea           | 2006 | 2009 | 3      | 1       | –       | 4      |
| 04.   | Kim Dong-sung      | Südkorea           | 1999 | 2002 | 3      | –       | –       | 3      |
| 05.   | Wiktor Ahn         | Südkorea Russland  | 2003 | 2014 | 2      | 4       | 1       | 7      |
| 06.   | Kwak Yoon-gy       | Südkorea           | 2009 | 2013 | 2      | 1       | –       | 3      |
| 07.   | Semjon Jelistratow | Russland           | 2015 | 2020 | 2      | –       | 1       | 3      |
| 08.   | Pascal Dion        | Kanada             | 2022 | 2023 | 1      | 1       | –       | 2      |
| 08.   | Thibaut Fauconnet  | Frankreich         | 2011 | 2017 | 1      | 1       | –       | 2      |
| 10.   | Charles Hamelin    | Kanada             | 2010 | 2016 | 1      | –       | 2       | 3      |
| 11.   | Lee Jung-su        | Südkorea           | 2009 | 2010 | 1      | –       | 1       | 2      |
| 11.   | Shaoang Liu        | Ungarn             | 2017 | 2019 | 1      | –       | 1       | 2      |
| 13.   | Shaolin Sándor Liu | Ungarn             | 2018 | 2018 | 1      | –       | –       | 1      |

#### 1500 Meter
→ zum Überblick der drei Erstplatzierten im 1500-Meter-Gesamtweltcup pro Saison
| Platz | Name               | Land                | Von  | Bis  | Sieger | Zweiter | Dritter | Gesamt |
| ----- | ------------------ | ------------------- | ---- | ---- | ------ | ------- | ------- | ------ |
| 01.   | Wiktor Ahn         | Südkorea Russland   | 2003 | 2014 | 2      | 4       | 1       | 7      |
| 02.   | Apolo Anton Ohno   | Vereinigte Staaten  | 2001 | 2006 | 2      | 1       | 2       | 5      |
| 03.   | Kim Dong-sung      | Südkorea            | 1999 | 2002 | 2      | –       | 1       | 3      |
| 03.   | Park Ji-won        | Südkorea            | 2020 | 2024 | 2      | –       | 1       | 3      |
| 05.   | Noh Jin-kyu        | Südkorea            | 2012 | 2013 | 2      | –       | –       | 2      |
| 06.   | Fabio Carta        | Italien             | 1999 | 2003 | 1      | 2       | –       | 3      |
| 06.   | Lee Jung-su        | Südkorea            | 2009 | 2017 | 1      | 2       | –       | 3      |
| 06.   | Sjinkie Knegt      | Niederlande         | 2016 | 2018 | 1      | 2       | –       | 3      |
| 09.   | Charles Hamelin    | Kanada              | 2010 | 2018 | 1      | 1       | 2       | 4      |
| 10.   | Sin Da-woon        | Südkorea            | 2012 | 2015 | 1      | 1       | 1       | 3      |
| 10.   | Lee Ho-suk         | Südkorea            | 2006 | 2009 | 1      | 1       | 1       | 3      |
| 10.   | Li Jiajun          | Volksrepublik China | 2000 | 2002 | 1      | 1       | 1       | 3      |
| 13.   | Kim Gun-woo        | Südkorea            | 2019 | 2024 | 1      | 1       | –       | 2      |
| 14.   | Sung Si-bak        | Südkorea            | 2009 | 2010 | 1      | –       | 1       | 2      |
| 14.   | Kwak Yoon-gy       | Südkorea            | 2012 | 2016 | 1      | –       | 1       | 2      |
| 16.   | Maxime Châtaignier | Frankreich          | 2011 | 2011 | 1      | –       | –       | 1      |
| 16.   | William Dandjinou  | Kanada              | 2024 | 2024 | 1      | –       | –       | 1      |
| 16.   | Hwang Dae-heon     | Südkorea            | 2018 | 2018 | 1      | –       | –       | 1      |
| 16.   | Kim Hyun-kon       | Südkorea            | 2007 | 2007 | 1      | –       | –       | 1      |
| 16.   | Ren Ziwei          | Volksrepublik China | 2022 | 2022 | 1      | –       | –       | 1      |

### Frauen

#### Mehrkampf
→ zum Überblick der drei Erstplatzierten im Mehrkampf-Gesamtweltcup pro Saison
| Platz | Name           | Land                | Von  | Bis  | Siegerin | Zweite | Dritte | Gesamt |
| ----- | -------------- | ------------------- | ---- | ---- | -------- | ------ | ------ | ------ |
| 01.   | Yang Yang (A)  | Volksrepublik China | 1999 | 2005 | 4        | –      | 1      | 5      |
| 02.   | Jin Sun-yu     | Südkorea            | 2005 | 2006 | 1        | 1      | –      | 2      |
| 03.   | Wang Meng      | Volksrepublik China | 2004 | 2005 | 1        | –      | 1      | 2      |
| 04.   | Choi Eun-kyung | Südkorea            | 2004 | 2004 | 1        | –      | –      | 1      |
| 04.   | Fu Tianyu      | Volksrepublik China | 2003 | 2003 | 1        | –      | –      | 1      |

#### 500 Meter
→ zum Überblick der drei Erstplatzierten im 500-Meter-Gesamtweltcup pro Saison
| Platz | Name                | Land                | Von  | Bis  | Sieger | Zweiter | Dritter | Gesamt |
| ----- | ------------------- | ------------------- | ---- | ---- | ------ | ------- | ------- | ------ |
| 01.   | Wang Meng           | Volksrepublik China | 2004 | 2014 | 8      | 1       | –       | 9      |
| 02.   | Marianne St-Gelais  | Kanada              | 2011 | 2018 | 4      | –       | 1       | 5      |
| 03.   | Arianna Fontana     | Italien             | 2007 | 2022 | 2      | 1       | 2       | 5      |
| 04.   | Yang Yang (S)       | Volksrepublik China | 2000 | 2002 | 2      | –       | 1       | 3      |
| 05.   | Xandra Velzeboer    | Niederlande         | 2023 | 2024 | 2      | –       | –       | 2      |
| 06.   | Ewgenija Radanowa   | Bulgarien           | 2000 | 2006 | 1      | 2       | 2       | 5      |
| 07.   | Fu Tianyu           | Volksrepublik China | 2004 | 2008 | 1      | 2       | 1       | 4      |
| 08.   | Fan Kexin           | Volksrepublik China | 2013 | 2017 | 1      | 1       | 3       | 5      |
| 09.   | Kim Boutin          | Kanada              | 2020 | 2023 | 1      | 1       | 1       | 3      |
| 09.   | Natalia Maliszewska | Polen               | 2019 | 2023 | 1      | 1       | 1       | 3      |
| 11.   | Wang Chunlu         | Volksrepublik China | 1999 | 2000 | 1      | 1       | –       | 2      |
| 12.   | Amélie Goulet-Nadon | Südkorea            | 2003 | 2004 | 1      | –       | 1       | 2      |

#### 1000 Meter
→ zum Überblick der drei Erstplatzierten im 1000-Meter-Gesamtweltcup pro Saison
| Platz | Name                    | Land                   | Von  | Bis  | Siegerin | Zweite | Dritte | Gesamt |
| ----- | ----------------------- | ---------------------- | ---- | ---- | -------- | ------ | ------ | ------ |
| 01.   | Suzanne Schulting       | Niederlande            | 2017 | 2023 | 5        | –      | –      | 5      |
| 02.   | Wang Meng               | Volksrepublik China    | 2004 | 2010 | 3        | 2      | 1      | 6      |
| 03.   | Yang Yang (A)           | Volksrepublik China    | 1999 | 2002 | 3        | 1      | –      | 4      |
| 04.   | Shim Suk-hee            | Südkorea               | 2013 | 2018 | 2        | 1      | 2      | 5      |
| 05.   | Choi Eun-kyung          | Südkorea               | 2004 | 2005 | 2        | –      | –      | 2      |
| 06.   | Choi Min-jeong          | Südkorea               | 2015 | 2022 | 1        | 2      | 2      | 5      |
| 07.   | Byun Chun-sa            | Südkorea               | 2004 | 2007 | 1        | 2      | –      | 3      |
| 08.   | Katherine Reutter       | Vereinigte Staaten     | 2010 | 2011 | 1        | 1      | –      | 2      |
| 08.   | Kristen Santos-Griswold | Vereinigte Staaten     | 2022 | 2024 | 1        | 1      | –      | 2      |
| 08.   | Yang Yang (S)           | Volksrepublik China    | 1999 | 2002 | 1        | 1      | –      | 2      |
| 11.   | Elise Christie          | Vereinigtes Königreich | 2012 | 2017 | 1        | –      | 2      | 3      |
| 12.   | Jin Sun-yu              | Südkorea               | 2005 | 2008 | 1        | –      | 1      | 2      |
| 13.   | Kim Boutin              | Kanada                 | 2018 | 2018 | 1        | –      | –      | 1      |
| 13.   | Amélie Goulet-Nadon     | Kanada                 | 2003 | 2003 | 1        | –      | –      | 1      |
| 13.   | Yui Sakai               | Japan                  | 2012 | 2012 | 1        | –      | –      | 1      |

#### 1500 Meter
→ zum Überblick der drei Erstplatzierten im 1500-Meter-Gesamtweltcup pro Saison
| Platz | Name                | Land                | Von  | Bis  | Siegerin | Zweite | Dritte | Gesamt |
| ----- | ------------------- | ------------------- | ---- | ---- | -------- | ------ | ------ | ------ |
| 01.   | Yang Yang (A)       | Volksrepublik China | 1999 | 2006 | 4        | 1      | 1      | 6      |
| 02.   | Shim Suk-hee        | Südkorea            | 2013 | 2018 | 3        | 3      | –      | 6      |
| 03.   | Choi Min-jeong      | Südkorea            | 2015 | 2019 | 3        | –      | 1      | 4      |
| 04.   | Jin Sun-yu          | Südkorea            | 2005 | 2008 | 3        | –      | –      | 3      |
| 05.   | Suzanne Schulting   | Niederlande         | 2017 | 2022 | 2        | 2      | –      | 4      |
| 06.   | Zhou Yang           | Volksrepublik China | 2008 | 2014 | 2        | 1      | 2      | 5      |
| 07.   | Kim Gil-li          | Südkorea            | 2023 | 2024 | 2        | –      | –      | 2      |
| 08.   | Cho Ha-ri           | Südkorea            | 2003 | 2012 | 1        | 1      | 1      | 3      |
| 09.   | Jung Eun-ju         | Südkorea            | 2007 | 2008 | 1        | 1      | –      | 2      |
| 10.   | Katherine Reutter   | Vereinigte Staaten  | 2010 | 2011 | 1        | –      | 1      | 2      |
| 11.   | Choi Eun-kyung      | Südkorea            | 2004 | 2004 | 1        | –      | –      | 1      |
| 11.   | Amélie Goulet-Nadon | Kanada              | 2003 | 2003 | 1        | –      | –      | 1      |
| 11.   | Lee Yu-bin          | Südkorea            | 2022 | 2022 | 1        | –      | –      | 1      |

## Nationenwertungen
Stand aller Daten: nach der Weltcupsaison 2023/24

### Gesamt
| Platz | Land                   | Sieger | Zweiter | Dritter | Gesamt |
| ----- | ---------------------- | ------ | ------- | ------- | ------ |
| 01.   | Südkorea               | 80     | 76      | 55      | 211    |
| 02.   | Volksrepublik China    | 54     | 55      | 47      | 156    |
| 03.   | Kanada                 | 32     | 34      | 41      | 107    |
| 04.   | Niederlande            | 17     | 13      | 7       | 37     |
| 05.   | Vereinigte Staaten     | 14     | 10      | 19      | 43     |
| 06.   | Russland               | 9      | 5       | 6       | 20     |
| 07.   | Italien                | 7      | 9       | 14      | 30     |
| 08.   | Ungarn                 | 5      | 1       | 5       | 11     |
| 09.   | Frankreich             | 2      | 1       | –       | 3      |
| 10.   | Bulgarien              | 1      | 11      | 8       | 20     |
| 11.   | Vereinigtes Königreich | 1      | 3       | 3       | 7      |
| 12.   | Japan                  | 1      | 1       | 9       | 11     |
| 13.   | Kasachstan             | 1      | 1       | 2       | 4      |
| 13.   | Polen                  | 1      | 1       | 2       | 4      |
| 15.   | Deutschland            | 1      | 1       | 1       | 3      |
| 16.   | Belgien                | –      | 2       | 4       | 6      |
| 17.   | Australien             | –      | –       | 1       | 1      |
| 17.   | Lettland               | –      | –       | 1       | 1      |

### Männer
| Platz | Land                   | Sieger | Zweiter | Dritter | Gesamt |
| ----- | ---------------------- | ------ | ------- | ------- | ------ |
| 01.   | Südkorea               | 46     | 42      | 28      | 116    |
| 02.   | Kanada                 | 22     | 21      | 21      | 64     |
| 03.   | Vereinigte Staaten     | 11     | 6       | 10      | 27     |
| 04.   | Volksrepublik China    | 9      | 22      | 18      | 49     |
| 05.   | Russland               | 6      | 4       | 6       | 16     |
| 06.   | Ungarn                 | 5      | 1       | 4       | 10     |
| 07.   | Italien                | 4      | 5       | 5       | 14     |
| 08.   | Niederlande            | 3      | 5       | 4       | 12     |
| 09.   | Frankreich             | 2      | 1       | –       | 3      |
| 10.   | Kasachstan             | 1      | 1       | 2       | 4      |
| 11.   | Deutschland            | 1      | –       | 1       | 2      |
| 12.   | Japan                  | –      | 1       | 7       | 8      |
| 13.   | Vereinigtes Königreich | –      | 1       | 1       | 2      |
| 14.   | Belgien                | –      | –       | 1       | 1      |
| 14.   | Lettland               | –      | –       | 1       | 1      |
| 14.   | Polen                  | –      | –       | 1       | 1      |

### Frauen
| Platz | Land                   | Sieger | Zweiter | Dritter | Gesamt |
| ----- | ---------------------- | ------ | ------- | ------- | ------ |
| 01.   | Volksrepublik China    | 44     | 30      | 29      | 103    |
| 02.   | Südkorea               | 33     | 34      | 25      | 92     |
| 03.   | Niederlande            | 13     | 6       | 3       | 22     |
| 04.   | Kanada                 | 10     | 13      | 19      | 42     |
| 05.   | Italien                | 3      | 4       | 9       | 16     |
| 05.   | Vereinigte Staaten     | 3      | 4       | 9       | 16     |
| 07.   | Bulgarien              | 1      | 11      | 8       | 20     |
| 08.   | Vereinigtes Königreich | 1      | 2       | 2       | 5      |
| 09.   | Polen                  | 1      | 1       | 1       | 3      |
| 10.   | Russland               | 1      | 1       | –       | 2      |
| 11.   | Japan                  | 1      | –       | 2       | 3      |
| 12.   | Belgien                | –      | 2       | 2       | 4      |
| 13.   | Deutschland            | –      | 1       | –       | 1      |
| 14.   | Australien             | –      | –       | 1       | 1      |

### Mixed
| Platz | Land                | Sieger | Zweiter | Dritter | Gesamt |
| ----- | ------------------- | ------ | ------- | ------- | ------ |
| 01.   | Russland            | 2      | –       | –       | 2      |
| 02.   | Volksrepublik China | 1      | 3       | –       | 4      |
| 03.   | Niederlande         | 1      | 2       | –       | 3      |
| 04.   | Südkorea            | 1      | –       | 2       | 3      |
| 05.   | Belgien             | –      | –       | 1       | 1      |
| 05.   | Kanada              | –      | –       | 1       | 1      |
| 05.   | Ungarn              | –      | –       | 1       | 1      |